# Певчие воробьиные
Пе́вчие воробьи́ные (лат. Passeri) — подотряд воробьинообразных птиц. Характеризуются незначительной длиной первого из десяти первостепенных маховых перьев, которое всегда бывает короче других (иногда рудиментарно или даже совершенно отсутствует), и вполне развитой нижней гортанью, в образовании которой участвуют как трахея, так и бронхи и которая снабжена большей частью пятью парами мускулов, прикреплённых к концам бронхиальных полуколец. Плюсна спереди покрыта большими слившимися щитками.

## Описание
По общей форме тела и внешности, по своим размерам, по строению клюва, крыльев и хвоста и по образу жизни певчие представляют большое разнообразие.
Большинство их живёт в лесах. Питаются как зёрнами, так и насекомыми или другими мелкими беспозвоночными; из певчих сравнительно очень немногие совсем не едят зёрен, как, например, ласточки, или, наоборот, являются исключительно зерноядными птицами. Во время гнездования всегда держатся отдельными парами, хотя иногда, как например грачи или ласточки, к устройству гнёзд приступают целыми обществами. В другое время года обыкновенно образуют большие или мелкие стаи.
Яйца в большинстве случаев пёстрые. Кладка состоит не менее, чем из 4 яиц. Птенцы, рождающиеся беспомощными и в большинстве случаев голыми, довольно долго остаются в гнезде и выкармливаются самкой и самцом сообща. Большинство певчих — перелётные птицы; некоторые зимой кочуют. Летают хорошо, но полет их обыкновенно непродолжителен.
По земле передвигаются обыкновенно прыжками. За немногими исключениями, певчие приносят человеку пользу истреблением массы мелких насекомых. В пищу употребляют их редко, но часто держат в клетках ради удовольствия, которое доставляет человеку их пение или их красивая окраска. Очень немногие из них избегают близости человека и не селятся возле жилых мест. К певчим воробьиным относится приблизительно половина всех известных видов певчих вообще.
Распространены во всех зоогеографических областях. Остатки певчих известны начиная с эоцена. В 2019 году Российские учёные из Новосибирского государственного университета, Санкт-Петербургского государственного университета, Института цитологии и генетики РАН и Сибирского экологического центра сообщили, что в половых клетках певчих воробьиных птиц по крайней мере девяти семейств, относящихся к разным группам подотряда Passeri, обнаружена дополнительная хромосома, отсутствующая в соматических клетках. При этом оказалось, что у видов птиц, которые существуют на Земле более 35 млн лет, дополнительная хромосома отсутствует.
Главным образом по строению клюва, подотряд певчих делят на 4 группы:
1. Зубоклювые (Dentirostres) — клюв большей частью шилообразный; надклювье на конце с более или менее заметным зубовидным вырезом[3]. Питаются преимущественно насекомыми, а некоторые нападают и на мелких позвоночных. Сюда относятся семейства: врановых (Corvidae), райских птиц (Paradisaeidae), скворцовых (Sturnidae), трупиаловых (Icteridae), синицевых (Paridae), иволговых (Oriolidae), сорокопутовых (Laniidae), мухоловковых (Muscicapidae), дроздовых (Turdidae), славковых (Sylviidae), трясогузковых (Motacillidae) и некоторые другие.
2. Конусоклювые (Conirostres) — клюв крепкий, короткий, конический. Обыкновенно — общественные певчие. Питаются преимущественно зернами и ягодами, иногда — насекомыми. Сюда относится большое, повсеместно распространенное, семейство вьюрковых(Fringillidae), а также жаворонковые (Alaudidae) и ткачиковые (Ploceidae).
3. Тонкоклювые (Tenuirostres) — клюв длинный, тонкий, более или менее согнутый; пальцы, особенно задний, длинные. Питаются насекомыми, некоторые — цветочным соком. Сюда относятся семейства пищуховых (Certhiidae), медососовых (Meliphagidae), нектарницевых (Nectariniidae) и некоторые другие.
4. Ширококлювые (Latirostres) — клюв короткий, плоский, трёхгранный с широкой ротовой щелью. Крылья длинные, острые. Прекрасно летают. Общественные певчие. Питаются насекомыми. Сюда относится только семейство ласточковых (Hirundinidae).

## Семейства
| Инфраотряд Corvida | Инфраотряд Corvida | Инфраотряд Passerida | Инфраотряд Passerida | Инфраотряд Passerida |
| --- | --- | --- | --- | --- |
| - Лирохвосты - Кустарниковые птицы - Ложнопищуховые - Малюровые - Медососовые - Радужные птицы - Австралийские зарянки - Чаучиллы - Шилоклювые тимелии - Флейтистовые - Сителлы - Австралийские свистуны - Eulacestomatidae Schodde & Christidis, 2004 - Сахарные медососы | - Дронговые - Личинкоедовые - Иволговые - Трупиаловые - Ласточковые сорокопуты - Райские птицы - Врановые - Снегирёвые сойки - Листовковые - Сорокопутовые - Виреоновые - Птицы-шалашники - Новозеландские свистуны | - Белоглазковые - Бюльбюлевые - Воробьиные - Восточные лысые сороки - Вьюрковые - Вьюрковые ткачики - Гавайские цветочницы - Длиннохвостые синицы - Дроздовые - Древесницевые - Жаворонковые - Завирушки - Йоровые - Кардиналовые | - Комароловы - Корольки - Крапивниковые - Ласточковые - Листовковые - Мухоловковые - Нектарницевые - Овсянковые - Оливковые певуны - Оляпковые - Пересмешниковые - Пищуховые - Поползневые - Ремезовые | - Свиристели - Синицевые - Скворцовые - Славковые - Сорокопутовый свиристель - Танагровые - Тимелиевые - Трясогузковые - Цветоедовые - Цистиколовые - Щетинковый сорокопут - Melanocharitidae - Paramythiidae - Ptilogonatidae |